# Provincia de Thái Nguyên
Thai Nguyen (en vietnamita: Thái Nguyên listenⓘ) es una de las provincias que conforman la organización territorial de la República Socialista de Vietnam. Es una provincia montañosa interior con una área de 3534.45 kilómetros cuadrados y una población de 1,149,100 cuando de 2008. Su sociedad multiétnica está compuesta de ocho grupos étnicos.

## Etimología
El nombre de la provincia proviene del sino-vietnamita 太原.

## Geografía
Thai Nguyen se localiza en la región de la Noreste (Đông Bắc). La provincia mencionada posee una extensión de territorio que abarca una superficie de 1.526,3 kilómetros cuadrados.

## Demografía
La población de esta división administrativa es de 1.792.700 personas (según las cifras del censo realizado en el año 2005). Estos datos arrojan que la densidad poblacional de esta provincia es de 1.174,54 habitantes por cada kilómetro cuadrado.